# Liste des partis et mouvements d'extrême droite
Pour un article plus général, voir Extrême droite.
L'extrême droite est une famille politique aux contours relativement flous. Ainsi, ce terme peut qualifier les courants fascistes (néofascistes) ou nazis (néonazis), des groupes traditionalistes, intégristes ou fondamentalistes, des attitudes racistes ou différentialistes, jusqu'à certains partis nationalistes ou populistes.
Selon les pays et les contextes, le terme « extrême droite » est, de fait, utilisé pour trois types de visions ou de mouvances :
- l'ensemble des mouvements et des partis siégeant, lorsqu'ils ont des élus, à l'extrême droite de l'hémicycle (à droite et en haut des gradins), il convient alors de parler de « l'extrême droite de l'échiquier politique ou extrême droite parlementaire » ;
- un ensemble de groupuscules révolutionnaires se distançant nettement du parlementarisme par leur idéologie ;
- un ensemble de groupuscules insurrectionnels violents, voire terroristes.

La présence de ces mouvements par pays est aussi très variable. La situation des États-Unis, avec des mouvements d'extrême droite à l'influence marginale s'oppose ainsi à celles de plusieurs pays européens (Danemark, Autriche, Norvège, Suède, Suisse, par exemple), où la présence parlementaire est de plus en plus marquée. De façon intermédiaire, des pays tels que le Japon disposent de mouvements d'extrême droite non parlementaire, mais ayant une forte capacité d'influence sur le principal parti au pouvoir.

## Afrique

### Afrique du Sud

Le logo officiel du Mouvement de résistance afrikaner.

En Afrique du Sud, le nationalisme afrikaner a été représenté pendant près de 80 ans par le Parti national qui, en 1948, instaura le système d'apartheid. L'extrême droite s'est parfois exprimée au sein du Parti National mais le plus souvent par le biais de dissidences fondamentalistes (« Nouvel Ordre » avec Oswald Pirow, la « Sentinelle des chars à bœufs » (Ossewa Brandwag) dans les années 1940, le Parti national reconstitué à partir de 1969) ou conservatrices (Parti conservateur d'Afrique du Sud en 1982). À partir des années 1970, des groupes paramilitaires d'inspiration néo-nazie se formèrent. Le plus symbolique et représentatif d'entre eux fut le Mouvement de résistance afrikaner (AWB) d'Eugène Terre'Blanche fondé en 1973.
En 1994, le Front de la liberté est un nouveau parti issu de la droite et de l'extrême droite sud-africaine qui refuse le recours à la violence et participe aux premières élections multiraciales du pays. Avec encore quatre députés en 2005, il a vampirisé son espace politique et est devenu un parti respectable et respecté alors que l'ancien Parti national finit sa carrière en fusionnant avec l'ANC en 2004.

### Tunisie
Le président tunisien Kaïs Saïed est connu pour ses propos controversés sur les noirs et a amené son pays à devenir une niche pour l'extrême droite. En 2023, des ratonnades ont lieu à travers le pays contre des noirs.

## Amérique

### Amérique latine
L'Amérique latine a connu plusieurs dictatures et des groupes paramilitaires d'extrême droite (Autodéfenses unies de Colombie, Contras, groupes paramilitaires pro-gouvernementaux au Guatemala et au Salvador). Le terme de « populisme » y était utilisé de préférence pour qualifier des régimes, comme celui de Juan Perón en Argentine de 1946 à 1955, de Getúlio Vargas au Brésil de 1930 à 1945. Mais dans les années 1970, le terme de dictature militaire a prévalu pour l'ensemble des pays victimes de dictatures militaires regroupées sous le nom d'opération Condor, déclenchée en 1975 dans toute l'Amérique du Sud et qui a abouti a des massacres, des enlèvements, et des tortures, par dizaines de milliers de personnes. Le Plan condor englobait, entre autres : la dictature militaire au Brésil (1964-1985), la dictature militaire d'Augusto Pinochet au Chili, la dictature militaire en Argentine (1976-1983), la dictature militaire de l'Uruguay (1973-1985) et la dictature militaire Alfredo Stroessner au Paraguay (1954-1989).
« Avec la crise de 1930, on voit apparaître toute une série de dictatures militaires liées à la « grande dépression », à la réduction du revenu national et au fait que les élites craignaient que, dans un cadre démocratique ne remette en question les relations de (leur) domination... au Guatemala on a vu par exemple des chefs de la guérilla qui sortaient des écoles militaires ».

#### Argentine
En Argentine, il exista entre 1955 et 1965 un mouvement extrêmement radical, le Mouvement nationaliste Tacuara, un mouvement nationaliste révolutionnaire, fasciste et fortement antisémite. Il avait été en contact avec des exilés allemands nazis ayant fui la justice en Allemagne pour s'installer en Argentine. Ce mouvement avait des liens avec la Ligue arabe.
Le Partido Nuevo Triunfo, une formation dissidente d'extrême droite du Parti justicialiste qui exista de 1990 à 2009, dirigée par Alejandro Biondini.
En 2019, Alejandro Biondini, politicien ultranationaliste, néonazi et antisémite,,. du Partido Bandera Vecinal se présente à l'élection présidentielle argentine de 2019 sous la coalition du Frente Patriota.
Lors de l'élection présidentielle de 2023, le libertarien d'extrême droite Javier Milei est élu avec 55,69 %, face au centriste Sergio Massa.

#### Brésil
Au Brésil, depuis l'entrée de Jair Bolsonaro en son sein, le Parti social-libéral (PSL) a changé une grande partie de son idéologie, abandonnant ses anciennes positions social-libérales en conservant une politique économique libérale, soutenant la privatisation et la décentralisation tout en adoptant comme premier point de son programme la lutte contre l’insécurité.
En janvier 2019, le président « populiste, antisystème et sécuritaire » « considéré d'extrême droite » Jair Bolsonaro entre en fonction.

### Canada
Le Ku Klux Klan est implanté au Canada depuis les années 1920. Il fut un mouvement marginal, sauf en Saskatchewan, où il contribua à faire élire le Premier ministre James Thomas Milton Anderson aux élections provinciales de 1929.
Adrien Arcand (Parti national social chrétien) et Paul Bouchard (fondateur du journal La Nation) représentèrent des groupuscules d'extrême droite fascisants au Québec durant les années 1930 inspiré par les idées de Hitler pour Arcand et celles de Salazar et Mussolini pour Bouchard,.
L'extrême droite réactionnaire au Québec s'est développée en réaction à la révolution tranquille. En 1968, le Parti nationaliste chrétien a obtenu un siège à l'Assemblée nationale lorsque le député unioniste de Montmorency, Gaston Tremblay, décida de faire défection vers le PNC. Ce parti clérico-nationaliste et antisémite voulait d'abord « ressouder le christ et la nation », puis déclarer l'indépendance du Québec. Son idéologie théocratique était aussi représentée par les Bérets blanc, qui sont toujours actifs aujourd'hui.
Aujourd'hui, l'extrême droite religieuse est représentée par le Parti de l'Héritage chrétien du Canada (en anglais le Christian Heritage Party of Canada), qui demeure marginal. Aucunement lié avec le Parti conservateur du Canada, il revendique de manière plus catégorique des valeurs conservatrices partagées par plusieurs mouvances politiques nord-américaines, entre autres en militant contre les droits accordés ou reconnus à quelques minorités sexuelles et religieuses.
Le Canada abrite plusieurs mouvements nationalistes blanc et racistes. Le négationniste Ernst Zündel qui a longtemps vécu au Canada a encore plusieurs disciples dans la région de Toronto qui perpétuent son activité éditoriale et négationniste. Par exemple, le groupe néonazi Heritage Front (en) était actif en Ontario et dans l'Ouest canadien entre 1989 et 2005. Il y a aussi le Parti nationaliste of Canada (en), un parti suprémaciste blanc fondé par Don Andrews en 1977. Le Ku Klux Klan et Aryan Nations sont implantés surtout au Canada anglais, mais leur influence est très restreinte. La section canadienne de l'Église du Créateur fut fondée par George Burdi.
Le Canada a connu une montée de l'extrême droite dans les années 2010, avec la fondation de groupes comme les Soldiers of Odin et La Meute. Ces groupes se distinguent par leur opposition à l'immigration et à l'Islam. Un autre enjeu important pour la droite et l'extrême droite au Canada est le soutien inconditionnel à l'industrie pétrolière au Canada (en), alors que cette dernière est remise en question par les environnementalistes. Ces enjeux ont été au cœur des revendications des Gilets jaunes canadiens, un mouvement d'extrême droite actif à l'hiver 2018-19. Des partis politiques d'extrême droite comme le Parti populaire du Canada de Maxime Bernier et le Parti nationaliste canadien (en) se sont présentés pour la première fois aux élections fédérales canadiennes de 2019 en se concentrant principalement sur ces enjeux, mais ils n'ont remporté aucun siège. Le Parti conservateur du Canada de Andrew Scheer a lui aussi courtisé l'éléctorat d'extrême droite lors de cette éléction,,.

### États-Unis

Le blason du National Socialist Movement.

L'un des partis les plus importants est le Parti de la Constitution (Constitution Party), nationaliste et populiste, qui accorde une très grande importance à la défense de l'identité nationale et à la lutte contre l'immigration. D'autres formations viennent concurrencer le Constitution Party : le chrétien et ultra-conservateur American Heritage Party (en) (Parti de l'héritage américain) ainsi que le très nationaliste American Patriot Party.
De nombreux groupes racistes et néofascistes existent également, la Constitution leur garantissant une liberté d'expression très large. C'est le cas du célèbre Ku Klux Klan, du Parti nazi américain, du Mouvement national-socialiste, ainsi que de l'Alliance nationale, mais aussi de toute une série de groupuscules dont l'influence n'est souvent que locale. Lors de l'élection présidentielle de 2008, le National Socialist Movement présenta un candidat, John Taylor Bowles, lequel se réclame du White Power.
Aryan Nations et The Order sont deux partis ouvertement néo-nazis qui pratiquent un « terrorisme brun » à l'instar de groupes allemands. Ils inspirent à leur tour l'extrême droite allemande selon Le Monde diplomatique. Dans les années 1990, la Michigan Militia, la plus grande milice américaine, compte autour de 10 000 membres. En 1995, Timothy McVeigh, proche des milices, tue 168 personnes lors de l'attentat d'Oklahoma City.
Dans les années 1970-1980, de nombreux mouvements ont vu le jour comme le Front de libération national-socialiste de Joseph Tommasi et l'Armée républicaine aryenne, un mouvement se voulant révolutionnaire, néanmoins, la plupart de ces mouvements sont dissous.
Depuis les années 2000, le nombre d'organisations et de groupuscules de l’extrême droite radicale est en augmentation constante. En 2017, les groupes suprémacistes blancs réuniraient 100 000 personnes. Depuis la fin des années 2000, le mouvement « alt-right », qui manifeste une orientation pro-Amérique blanche, anti-homosexuels, anti-féministe, anti-réfugiés et pro-armes, se développe également Selon les études de l'Anti-Defamation League, les mouvements d’extrême droite américains sont responsables de 71 % des meurtres à motivations politiques perpétrés aux États-Unis entre 2008 et 2017, les groupes islamistes de 26 % et les mouvements d’extrême gauche (anarchistes ou nationalistes noirs) de 3 %.
Lors de sa campagne électorale en vue de la présidentielle de 2016, le candidat républicain Donald Trump a été soutenu par de nombreux militants et mouvements d'extrême droite, agrégeant aussi bien des membres du Ku Klux Klan que des néo-nazis. Dans l'exercice de ses fonctions de chef d’État, il lui est parfois reproché de tenir une attitude complaisante vis-à-vis de ces groupes, en refusant de condamner leurs actes de violence à l'encontre des populations afro-américaines et d'autres minorités ethniques,,.
En 2012, un suprémaciste blanc abat sept personnes dans une attaque contre un temple sikh à Oak Creek. En 2015, un autre suprémaciste tue neuf Afro-Américains dans une église de Charleston. En octobre 2018, un militant d’extrême droite abat onze Juifs dans une synagogue de Pittsburgh.
Il existe un mouvement nommé Ligue du Sud (à ne pas confondre avec la Ligue du Sud française) prônant un nationalisme sudiste américain. C'est un mouvement séparatiste néo-confédéré.
La White Aryan Resistance est un mouvement ouvertement raciste, antisémite, néonazi, prônant un protestantisme extrémiste.
Le Mouvement des miliciens est un mouvement milicien anarchiste de droite, prônant le libéralisme économique et le conservatisme adepte des théories du complot.
Il existe aussi un groupe armé aux États-Unis, la Division Atomwaffen, groupe prônant le national-socialisme. Certains membres sont religieusement différents, il y a des membres de l'Identité chrétienne, d'autres prônent le nationalisme islamique. La Division Atomwaffen aurait à son actif 5 meurtres dont le plus célèbre est le meurtre de Blaze Bernstein.

## Asie

### Bangladesh
Le Bangladesh Jamaat-e-Islami, parti politique islamiste, est le principal parti d'extrême droite du pays,. Ce parti, qui milite pour le rattachement du Bangladesh au Pakistan et qui avait collaboré avec les troupes pakistanaises lors de la Guerre de Libération de 1971, a été interdit à deux reprises par les autorités, la première fois à la suite de l'indépendance du Bangladesh en raison de sa collaboration avec le Pakistan. Légalisé en 1978, il est déclaré illégal une seconde fois le 1er août 2013 par la Cour suprême du Bangladesh,,,. Plusieurs de ses membres ont par ailleurs été jugés et condamnés pour des crimes commis durant la Guerre de Libération.

### Chine (république de Chine (1927-1949) à Taïwan)
En république de Chine (Taïwan), le Kuomintang et les autres partis de la coalition pan-bleue sont principalement des partis ayant un spectre politique couvert du centre à l'extrême droite. La faction de droite de Tchang Kaï-chek, de la période du gouvernement nationaliste en Chine continentale, avait vaincu la faction gauchiste de Wang Jingwei (gouvernement de Wuhan à ne pas confondre avec le gouvernement collaborationniste pro-japonais dirigé par Wang Jingwei qui à ce moment-là (durant la Seconde Guerre mondiale) s'était converti à l'extrême droite). De plus, durant le gouvernement de Tchang Kaï-chek, les Chemises bleues étaient la milice fasciste du Kuomintang.

### Inde
Les partis d'extrême droite indiens sont surtout des nationalistes hindous. Les principaux mouvements d'extrême droite sont le Shiv Sena, le Rashtriya Swayamsevak Sangh, dont l'aile politique est le Bharatiya Janata Party, qui est un des deux principaux partis en Inde.

### Iran
(mars 2020).
- Si vous ne connaissez pas le sujet, laissez ce bandeau (vous pouvez alors contacter les auteurs).
- Si vous supprimez le contenu mis en cause (vous pouvez préalablement contacter les auteurs),

argumentez précisément cette suppression dans la page de discussion
(un manque de référence n'est pas un argument ; une recherche réelle de référence doit avoir été effectuée, être formellement documentée).
Le 13 avril 2010, Seyed Mehdi Miraboutalebi, alors ambassadeur extraordinaire et plénipotentiaire de la république islamique d'Iran en France rencontre à Paris divers membres de l'extrême droite radicale française,.
Des groupes et partis nationalistes en Europe soutiennent le régime khomeiniste iranien[source insuffisante], ainsi le groupuscule L'Œuvre française qui semble avoir « une certaine proximité » avec l'Iran.
Le Front de la stabilité de la révolution islamique décrit comme « extrême fin du fondamentalisme et parti le plus à droite de l'Iran » est un parti ultraconservateur et islamo-nationaliste iranien.

### Japon

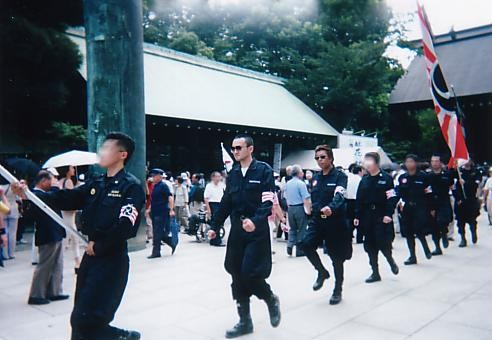
Manifestation du mouvemment d'extrême droite japonais, Minzoku no Ishi Domei

La mouvance d'extrême droite nippone est essentiellement liée au militarisme et aux nostalgiques de l'expansionnisme shôwa. Ces nostalgiques, représentés notamment par les Uyoku dantai, contestent la validité des tribunaux de guerre internationaux comme le Tribunal de Tokyo et constituent la partie visible des nombreux groupes orientant l'idéologie de certains courant de la principale organisation de droite du pays, le Parti libéral démocrate (PLD), notamment quant au révisionnisme des manuels scolaires. La lutte antisyndicale de ces organisations est aussi parfois liée à la branche la plus conservatrice du patronat nippon. Désireux de ne pas s'aliéner une bonne part de leur base, les politiciens de ce parti émettent fréquemment des déclarations à teneur négationniste sur les crimes de guerre japonais ; les déclarations de l'ancien Premier ministre PLD Shinzō Abe réfutant l'implication de l'armée impériale japonaise et de la marine impériale japonaise dans le dossier des femmes de réconfort en constituant l'exemple le plus probant.
Le sanctuaire de Yasukuni où sont honorés des criminels de guerre du régime shôwa constitue l'un des principaux points de ralliement des extrémistes. L'ex premier ministre (PLD) Koizumi a soulevé l'ire de ses voisins asiatiques par ses nombreux pèlerinages à cet endroit. Le 26 décembre 2013, un an jour pour jour après son retour au pouvoir, Shinzō Abe s'est à nouveau rendu au sanctuaire - où la dernière visite d'un chef de gouvernement remonte à 2006 - où il a passé une dizaine de minutes à prier, ce qui a ravivé les tensions avec la Chine et la Corée du Sud. Plusieurs politiciens nippons impliqués au sein de la dictature shôwa, suspectés de crimes de guerre et emprisonnés par les forces d'occupation ont par la suite occupé des fonctions politiques importantes, le plus célèbre étant Nobusuke Kishi, premier ministre en 1957. Pour l'historien John W. Dower, « Même les pacifistes japonais qui ont endossé les idéaux de Nuremberg et de Tokyo et qui ont travaillé à documenter et à publiciser les atrocités du régime shôwa, ne peuvent justifier la décision américaine d'exonérer l'empereur (Hirohito) de sa responsabilité pour la guerre et ensuite, au sommet de la guerre froide, de libérer et peu après de se lier à des criminels de guerre d'extrême droite accusés comme le futur premier ministre Nobusuke Kishi. ».
L'ancien gouverneur de Tokyo, Shintarō Ishihara est souvent classé à l'extrême droite de l'échiquier politique japonais[réf. nécessaire].
La principale organisation d'extrême droite au Japon est le Nippon Kaigi, un mouvement ouvertement révisionniste qui compte parmi ses membres de nombreux ministres et quelques premiers ministres.

### Moyen-Orient et monde arabe
(mars 2020).
- Si vous ne connaissez pas le sujet, laissez ce bandeau (vous pouvez alors contacter les auteurs).
- Si vous supprimez le contenu mis en cause (vous pouvez préalablement contacter les auteurs),

argumentez précisément cette suppression dans la page de discussion
(un manque de référence n'est pas un argument ; une recherche réelle de référence doit avoir été effectuée, être formellement documentée).
Les nationalistes arabes (les baathistes ou les nasséristes) sont plutôt de gauche, tant par leurs alliances avec des régimes communistes (URSS,,, Chine, Cuba, Corée du Nord,,), leurs idéaux tiers-mondistes farouchement anticolonialistes et anti-impérialistes dans la lignée de leur idole Gamal Abdel Nasser (ex : Nelson Mandela, figure de la lutte contre l'apartheid était activement soutenu par Kadhafi), l'appartenance de leurs partis politiques à l'Internationale socialiste, ou encore leurs collusions avec des mouvances communistes ou anarchistes d'extrême gauche (Action directe, Fraction armée rouge, Brigades rouges soutenues par la Libye de Kadhafi).
Néanmoins, historiquement, quelques anciens de la Wehrmacht, comme Otto-Ernst Remer qui avait été impliqué dans la répression du complot contre Hitler mené par Claus von Stauffenberg en 1944 a été conseiller de Nasser lors de son séjour en Égypte et a travaillé avec d'autres Allemands expatriés pour aider les États arabes à développer leurs forces armées. Les nationaux-révolutionnaires ont soutenu les régimes nationalistes arabes (notamment par antisionisme et par antiaméricanisme), ainsi certains membres du mouvement nationaliste pan-européen Jeune Europe ont eu des liens avec le régime de Nasser. Jean Thiriart, un théoricien national-communiste aurait rencontré Nasser[source insuffisante]. Un nationaliste révolutionnaire belge devenu fedayin, Roger Coudroy, a été abattu par l'Armée israélienne lors d'un affrontement avec celle-ci en 1968 alors qu'il s'était engagé volontairement dans l'organisation palestinienne El-Fatah.

#### Palestine
L'extrême droite palestinienne était représentée par le Parti arabe palestinien dans l'entre-deux-guerres.[réf. nécessaire]

#### Israël

Logotype du Foyer juif, principal parti d’extrême droite israélien.

L’extrême droite israélienne est divisée entre laïcs et religieux :
- La première organisation laïque israélienne d'extrême droite était le Brit Ha'birionim, formation fasciste des années 1930, issue du mouvement sioniste révisionniste (dont le groupe Stern représentait la faction armée). Une partie des idéaux du Brit Ha'birionim sont repris par certains partis nationaliste israélien, notamment Israel Beytenou et d'autres partis religieux d’extrême droite. Les partis politiques laïques à l'extrême droite ne sont pas nécessairement hostile à la création d'un État palestinien sur une partie de la Cisjordanie, pourtant généralement revendiqué comme étant la terre historique du peuple juif. Israel Beytenou est un parti nationaliste, connu pour ses positions anti-arabes, notamment à la suite de la proposition faite par Avigdor Liberman de transférer les Arabes israéliens dans les frontières d'un futur État palestinien ou encore de ses appels à décapiter ceux qui ne seraient pas loyaux à Israel. Le parti est arrivé 8e lors des élections législatives de 2015 avec 5,11 % des voix.

Au niveau socio-économique, les partis nationalistes laïcs israéliens partagent beaucoup de valeurs avec les partis de la droite européenne : conservatisme social, libéralisme économique, protection de l'identité nationale ainsi que la lutte contre l'immigration illégale.
- L’extrême droite israélienne religieuse est surtout néosioniste et sioniste religieuse. Ce qui veut dire qu'elle s'oppose à la création d'un État palestinien et soutient une révision de la constitution pour faire voter des lois tirées de la loi juive. Ses membres se retrouvent au sein du Foyer juif, des formations politiques mineures de l'Union nationale ou bien des mouvements kahanistes. La principale formation d'exreme droite religieuse, le Foyer juif (ancien parti national religieux) est arrivé 6e avec 6,74 % des voix lors des législatives de 2015. Le parti fait partie de la coalition au pouvoir.

### Pakistan
Au Pakistan, l'extrême droite est représentée par des partis et des coalitions de partis religieux, d'idéologie islamiste, tels que le Muttahida Majlis-e-Amal, alliance fondée en 2002 et qui rassemble notamment le Jamaat-e-Islami (plus ancien parti politique du pays) ainsi que la Jamiat Ulema-e-Islam ; ou encore le Tehreek-e-Labbaik Pakistan,,, parti fondé en 2015 et dont les militants organisent régulièrement des manifestations et des sit-in dans le but d'obtenir un renforcement de la législation anti-blasphématoire.
Le Lashkar-e-Toiba est la principale organisation armée d'extrême droite,, elle est d'idéologie salafiste et milite pour le rattachement du Jammu-et-Cachemire, actuellement occupée par l'Inde, au Pakistan.

### Turquie
Le Parti d'action nationaliste (MHP) et son organisation de volontaires, les « Loups gris », sont les principales organisations extrémistes turques depuis 1969. Une idéologie ultranationaliste est à la base de leurs actions violentes (les Loups gris sont considérés comme responsables de l'assassinat de quelque 700 personnes, durant les « années de plomb » 1974-1980). Ils s'opposent à toute concession sur les droits des Kurdes ainsi qu'à l'entrée de la Turquie dans l'Union européenne. Ils entretiennent aussi des liens étroits avec des cercles politiques et militaires turcs (un des chefs « clandestins » de la milice a été tué dans un accident de voiture en compagnie d'un ministre de l'État). D'autres mouvements et partis politiques mineurs comme le Parti de la grande unité ou le Parti de la félicité sont aussi considérés comme appartenant à l'extrême droite de par leurs idéologies islamistes et nationalistes[réf. nécessaire].

## Europe
Depuis 2000, une dizaine de pays européens ont connu des participations de l'extrême droite au gouvernement ou bien un soutien parlementaire à des gouvernements, pouvant être de centre-droit ou de centre-gauche : Parti de la liberté d'Autriche (FPÖ), Parti national slovaque (SNS), Patriotes unis de Bulgarie, Parti pour la liberté des Pays-Bas (PVV), Parti populaire danois, Parti du Progrès norvégien, les Vrais Finlandais, Union démocratique du centre en Suisse, la Ligue du Nord italienne et l'Alerte populaire orthodoxe (LAOS) en Grèce.

### Allemagne

Le logotype du NPD.

L'extrême droite, représentée par le Parti national-socialiste des travailleurs allemands, a été au pouvoir en Allemagne de 1933 à 1945. Antisémite, anticommuniste, nationaliste, anticapitaliste et völkisch, le parti nazi, dirigé par Adolf Hitler, est arrivé au pouvoir en s'alliant avec des partis de la droite traditionnelle comme le Parti populaire national allemand. Le régime d'Hitler prit le nom de Troisième Reich, dictature qui s'est rendue responsable de crimes contre l’humanité, dont le plus marquant est la Shoah.
En 2016 en Allemagne, il existe au moins cinq partis d'extrême droite :
- le Parti national-démocrate d'Allemagne (NPD), environ 5 000 membres, 9,2 % des voix lors des élections en Saxe en 2004 et membre de l'Alliance pour la paix et la liberté ;
- Les Républicains, 7,1 % des voix et six élus lors des élections européennes de 1989 ;
- Die Rechte, très minoritaire mais aussi très actif, il s'agit d'un parti ultranationaliste.
- Der III. Weg, un parti nationaliste révolutionnaire et strasseriste extrêmement minoritaire mais très actif au sud et à l'est de l'Allemagne.
- l'Alternative pour l'Allemagne, qui a totalisé plus de 20 % des suffrages aux élections législatives en Mecklembourg-Poméranie-Occidentale et en Saxe-Anhalt en 2016. De plus, l'AfD a obtenu 12,6 % des voix et 94 députés aux élections fédérales de 2017. C’est lors des élections fédérales de 2025 que le parti atteint son record électoral jusqu’à présent, avec 20,8% des voix et 152 sièges.

Le mouvement PEGIDA, lancé en 2014, qui milite contre l'islamisation de l'Europe et la politique d'immigration allemande, est aussi considéré d'extrême droite pour ses demandes et ses discours populistes. Certains membres de ce mouvement sont aussi orientés à l'extrême droite.
Le Mouvement de citoyens du Reich (Reichsbürgerbewegung) qui désigne plusieurs groupes dispersés et sectaires de théoriciens du complot et d'extrême droite, qui se décrivent « citoyens du Reich », « gouvernement du Reich », « ressortissants de l'État libre de Prusse » ou encore « personnes naturelles ». Apparus dans les années 1980, ils se renforcent depuis les années 2010.
Les Freie Kameradschaften (Camaraderies libres), des groupes d'extrême droite répartis sur le territoire allemand.
Les Autonome Nationalisten (Nationalistes Autonomes) est un mouvement d'extrême droite strasseriste né en Allemagne en 2002. Il s'agirait du mouvement d'extrême droite le plus violent en Allemagne. Ils sont reconnaissables pour leur ressemblance avec les black blocs. Les nationalistes autonomes sont, à la différence d'autres groupes d'extrême droite, décentralisés. Ils sont aussi présents dans d'autres pays d'Europe.
Un groupe terroriste Nordkreuz composé d'une trentaine de militants d'extrême droite, donc deux employés de l’unité spéciale de commando de l’Office national des enquêtes criminelles, est démantelé en juin 2019. Grâce aux fichiers de la police et de l’armée auquel il avait eu accès, le groupe s'apprêtait à assassiner des personnalités de gauche ou favorables à l'accueil des migrants.
Les services de renseignements intérieurs allemands ont recensé plus de 22 300 infractions imputables à l'extrême droite en 2019, soit une hausse de près de 10 % par rapport à l'année précédente. Les militants d’extrême droite sont notamment responsables de 94 % des délits antisémites, qui ont augmenté de 17 % en un an.
En 2020, après les assassinats de neuf personnes d'origine étrangères à Francfort par un nationaliste allemand, le ministre de l'Intérieur souligne que le danger représenté par l’extrémisme de droite a été « sous-estimé pendant trop longtemps » et constitue « la plus grande menace pour notre État constitutionnel libre ». Les autorités estiment à 12 700 le nombre d'extrémistes de droite violents. Une cellule d'extrême droite est démantelé en mars 2020 et douze de ses membres arrêtés ; des raids ont également lieux contre les membres présumés d'un groupe néonazis baptisé « Aryan Circle Germany ».

### Autriche

Le logotype du FPÖ.

L'Autriche est le pays européen au sein duquel l'extrême droite obtient l'audience la plus importante. Le Parti de la liberté d'Autriche (FPÖ) y est représenté au Parlement depuis 1956. Le FPÖ doit se contenter de scores avoisinant les 5 % jusqu'en 1986, date à laquelle il effectue une percée avec 9,7 % des voix, avant de battre un nouveau record quatre ans plus tard, avec 16,6 % aux élections législatives de 1990. Les scores du parti ne cessent d'augmenter lors des scrutins législatifs suivants jusqu'à atteindre 27 % des voix en 1999. Le FPÖ était alors la deuxième force politique d'Autriche. Il s'effondre ensuite lors des deux législatives suivantes avec un score de 10 %. Les législatives de 2008 ont cependant vu un retour en force de l'extrême droite autrichienne, avec un score de 17,5 % pour le FPÖ et de 10,7 % pour sa scission de l'Alliance pour l'avenir de l'Autriche (BZÖ) pour un total cumulé record de 28 % des suffrages exprimés. Mais il talonne à nouveau les 20 % à partir de 2013, puis au second tour de l'élection présidentielle de 2016, le candidat du FPÖ Norbert Hofer obtient 49,65 % des voix. Le scrutin est invalidé par la Cour constitutionnelle le 1er juillet 2016, en raison d'irrégularités. Ce second tour se tiendra finalement le 4 décembre 2016 et consacrera la victoire définitive de l'écologiste Alexander Van der Bellen, tandis que Hofer s'incline cette fois plus lourdement que lors du scrutin initial qui avait été annulé. Lors des législatives de 2017, le parti rassemble 26 % de l'électorat et forme une coalition avec l'ÖVP conservatrice.
Le 18 mai 2019, la coalition droite-extrême droite explose, notamment à cause de l'affaire de l'Ibizagate (avec la diffusion d’une vidéo mettant en cause le vice-chancelier, Heinz-Christian Strache, évoquer des financements occultes de son parti).

### Belgique
Les principales formations politiques d'extrême droite belges sont le Vlaams Belang et le Mouvement Nation.

Logotype du Vlaams Belang.

- Le Vlaams Belang (signifiant « Intérêt flamand »), qui s'appelait Vlaams Blok (« Bloc flamand ») jusqu'au 15 novembre 2004, est un parti politique nationaliste flamand, connu, y compris en dehors de la Belgique, pour ses idées conservatrices, nationalistes et séparatistes. Aux élections du Parlement flamand du 7 juin 2009, le Vlaams Belang a recueilli 15,30 % des votes, maintenant ainsi sa place de deuxième parti flamand, derrière le CD&V (chrétiens-démocrates), et ce malgré une chute de près de 10 % de son nombre d'électeurs. Un an plus tard, aux élections fédérales flamandes, le Vlaams Belang a encore reculé en n'enlevant que 12,6 % des voix et douze sièges de députés, ce qui le place au rang de cinquième parti flamand[84]. Les élections législatives de mai 2014 ont signé la fin de la représentation nationale du parti, dont beaucoup de membres ont rejoint entretemps la NV-A, avec à peine 3,7 % des suffrages, soit largement en dessous des 5 % requis par le seuil électoral au parlement fédéral. Lors des Élections législatives fédérales belges de 2019 le Vlaams Belang obtient une forte poussée devient le deuxième parti de Belgique en nombre de voix (11,95% des voix et 810 177 voix) mais le troisième en nombre de sièges (18 contre 20 pour le Parti socialiste). Avec près de 28% des voix au niveau national les partis nationalistes belges Nieuw-Vlaamse Alliantie et Vlaams Belang font une entrée en force au Parlement fédéral. Dans la région de Flandre, le Vlaams Belang obtient 18,65 % soit 15 sièges de plus qu'en 2014. Le Vlaams Belang est aussi présent en Wallonie sous le nom Nos gens d'abord.

Logotype du Front national belge.

- La Front national était un parti politique belge francophone d'extrême droite, fondé en 1985 par Daniel Féret. Ce parti est issu de trois groupuscules : le Mouvement Social Nationaliste, l'Union pour une nouvelle Démocratie et le groupe Delta. Entre 1989 et 1991, il a été rejoint par la majorité des dirigeants du Front de la jeunesse et du Parti des forces nouvelles (PFN). De manière générale, ce parti n'a eu que peu de succès en Belgique francophone, atteignant son maximum entre 2004 et 2006. Entre sa création et 2007, le parti est contrôlé de manière absolue par Daniel Féret, ce qui provoque une multitude de dissidences. À la suite des ennuis judiciaires de son fondateur à partir de 2007, le parti éclate puis tente de se réunifier en 2011 sous la présidence de Charles Pire, avec le parrainage de Marine Le Pen qui, outre une caution politique, règle temporairement les problèmes liés à l'usage du nom et du sigle du parti français. Toutefois, le décès de Charles Pire en 2012 laisse le parti qu'il tentait de réunifier sans direction. Le FN français met alors fin à l'autorisation d'usage du nom et du sigle, ce qui signifie donc la fin du FN belge, même si différents groupuscules ou partis nés des dissensions passées se réclament de son héritage[85].

Les groupes minoritaires ou disparus incluent notamment :
- Chez Nous, parti d'extrême-droite wallon créé en 2021 par des anciens du Parti populaire (Belgique).
- Front nouveau de Belgique apparu officiellement en 1996, il a été fondé par des dissidents du Front national de Daniel Féret conduits par la députée fédérale frontiste Marguerite Bastien.
- Force nationale, fondé en 2004 par le sénateur frontiste Francis Detraux à la suite de conflits multiples avec le président du Front national.
- Nation, fondé à Bruxelles en 1999 par Hervé Van Laethem, dirigeant des jeunes du Front Nouveau de Belgique jusqu'en 1997, et Michel Demoulin, un ancien attaché parlementaire de Marguerite Bastien, la présidente de l'époque du Front Nouveau de Belgique. Ce groupe se réclame du nationalisme révolutionnaire et de la mouvance identitaire.
- Mouvement d'action civique (MAC), mouvement des années 1960.
- Forces nouvelles (PFN) fut au cours des années 1970 et 1980 la principale organisation de droite nationaliste francophone en Belgique. Calquée sur le Parti des forces nouvelles français, Forces nouvelles - Belgique disposait d'une organisation de jeunesse appelée aussi Front de la Jeunesse et d'un mensuel intitulé Forces nouvelles. Son emblème était la croix celtique et ses principaux dirigeants furent Daniel Gilson, Pieter Kerstens, Patrick Cocriamont et Francis Dessogne.
- L'Assaut (1988-1993) était un groupe néonazi, négationniste et antisémite issu en 1988 de la section bruxelloise francophone du Vlaamse Militanten Orde (VMO). Le VMO était une organisation nationaliste flamande qui participa à la création du Vlaams Blok (VB). Il était également connu pour sa nostalgie de la période nazie.
- Belgique et Chrétienté est une association se réclamant du catholicisme, généralement classée à l'extrême droite, fondée en 1989 par l'avocat Ghislain Dubois. Elle est présidée par Alain Escada, militant d'extrême droite, ancien porte-parole du FNB[86],[87], qui revendique désormais une proximité avec le Front national français[88]. Prônant l'« ordre moral », d'après ses statuts, elle « combat le racisme antichrétien et le racisme antibelge ». Belgique et Chrétienté a ensuite fusionné avec Civitas.
- Le Rexisme, mouvement d'extrême droite, antibolchévique à partir de 1930 jusqu'à 1945 dirigé par Léon Degrelle proche du fascisme se caractérisant comme le symbole de la collaboration belge avec l'occupant allemand.
- Le Parti National Européen, scission du Mouvement Nation[89]
- Les Belges d'abord, liste créée pour les élections fédérales de 2019[90]
- AGIR, disposant d'un élu dans la commune de Fleurus[91]
- Le Mouvement pour l'Éducation et le parti ISLAM, tous deux islamistes voulant l'instauration de la Charia[92]

### Bulgarie
Le principal parti d’extrême droite bulgare est l'Union nationale Attaque qui est un parti populiste, eurosceptique et à tendance fasciste. Il est dirigé par Volen Nikolov Siderov depuis sa fondation en 2005. Il a été la 4e formation politique pendant une dizaine d'années avec 23 sièges sur 240 au parlement. Quant à sa scission fondée en 2011, le Front national pour le salut de la Bulgarie, elle a recueilli 3 % des voix aux élections de 2013 et 2014 et n'a obtenu aucun élu.
On peut aussi citer le VMRO - Mouvement national bulgare, parti nationaliste et traditionaliste comme étant d'extrême droite. Le parti avait récolté 7,3 % des voix au sein d'une coalition en 2014 et comptait huit sièges au parlement ainsi qu'un eurodéputé siégeant sous la bannière des Conservateurs et réformistes européens.
En 2017, ces trois partis se sont rassemblés au sein d'une coalition, les Patriotes unis, qui a réuni 9 % des suffrages et obtenu 27 députés.
Des milices d’extrême droite, dont les plus importantes sont l’Union militaire « Vasil Levski » et le Mouvement national bulgare « Shipka », effectuent des patrouilles depuis 2014 pour capturer des migrants. Les personnes arrêtées sont parfois maltraitées et dépouillées de leur argent, puis expulsées en Turquie. Bien que les actions de ces milices soient illégales, le gouvernement du Premier ministre Boïko Borissov les a parfois encouragées, de même qu'une partie des médias.

### Chypre
Le Front populaire national, de tendance nationaliste, a recueilli 3,71 % des suffrages aux élections législatives en 2016. Il est proche du mouvement néo-nazi grec Aube dorée.

### Croatie
Les Oustachis, parti politique d'extrême droite est au pouvoir en Croatie de 1941 à 1945. Dirigé par Ante Pavelić, il était un allié de l'Allemagne nazie. Ce régime dictatorial fut, à l'instar du Troisième Reich, responsable de nombreux crimes contre l'humanité commis durant la Seconde Guerre mondiale. Aujourd'hui, l'Alliance démocratique croate de Slavonie et Baranya, parti régionaliste et le Parti croate du droit, parti nationaliste, sont les principaux partis politiques d’extrême droite croates. Ils ont eu deux 8 sièges[pas clair] au Parlement et ont recueilli environ 4 % des voix.

### Espagne
Les principaux partis d’extrême droite espagnols sont :
- La Phalange espagnole des JONS, mouvement néofasciste fondé en 1976, héritier du parti du même nom créé en 1934. Elle a subi deux scissions : La Phalange en 1999 et la Phalange authentique en 2002.
- Démocratie nationale, parti nationaliste et populiste qui s'oppose notamment aux mouvements indépendantistes. Le parti est représenté par un conseiller municipal et fait partie de l'Alliance pour la paix et la liberté.
- Alternativa Española, parti national-catholique et national-conservateur qui défend entre autres les racines chrétiennes de l'Espagne. Le parti n'a jamais atteint plus de 1 % des voix lors des élections.
- Alliance nationale, parti ouvertement national-socialiste fondé en 2005.
- VOX, parti de droite populiste fondé en 2013, se différencie des autres mouvements de l'extrême droite espagnole, notamment sur le conflit israélo-palestinien : VOX est pro-israélien[94] alors que les autres sont pro-palestiniens. Une autre différence est que VOX est un parti laïc, l'extrême droite espagnole historique étant plutôt national-catholique.

### Estonie
Le Parti de l'indépendance estonienne, de tendance nationaliste et eurosceptique, a jusqu'à maintenant obtenu des scores très faibles lors des scrutins.
Le Parti populaire conservateur d'Estonie est un parti conservateur et nationaliste d'Estonie. Lors des législatives de 2015, il obtient ses premiers députés, au nombre de sept avec un score de 8,1% des voix. À l'issue des élections de 2019, le parti fait une percée, double son score et entre au gouvernement au sein d'une coalition, grâce à ses 17,8% des voix et 19 députés, avec le Parti du centre d'Estonie et le parti de droite Isamaa. La même année, lors des élections européennes, EKRE fait un score de 12,7% des voix et gagne son premier député européen. Le parti est membre du groupe européen Identité et démocratie, auquel sont affiliés le Rassemblement national français et la Ligue italienne.

### Finlande

Logotype des Vrais Finlandais.

Longtemps absente du paysage politique national, l'extrême droite finlandaise est entrée au Parlement avec le parti Vrais Finlandais en 1999. En 2015, ils détiennent 38 députés sur 200, et font leur entrée au gouvernement dans une coalition dirigée par le centriste Juha Sipilä,.
Le 28 juillet 2015, les déclarations racistes et xénophobes de Olli Immonen et le soutien qu'il a reçu de Jussi Halla-aho ont soulevé l'indignation de la population qui s'est rassemblée à Helsinki pour protester contre ces propos. Olli Immonen avait appelé à « se battre contre le cauchemar du multiculturalisme selon le journal Yle », ce que Halla-aho considère comme un « discours politique normal.» Une manifestation a rassemblé 15 000 personnes le 28 juillet à Helsinki pour protester contre ces déclarations selon le Helsinki Times.
Lors des élections législatives finlandaises de 2019, le parti d'extrême droite Vrais Finlandais gagne un siège en plus, avec 17,48% des voix, 39 sièges et devient le second parti le plus important en Finlande.
Membre de l'Alliance européenne des mouvements nationaux, le Front bleu et blanc est aussi d'extrême droite mais n'est pas représenté au parlement.
Les Soldiers of Odin, une organisation de patrouille de rue opposé a l'immigration est formé en octobre 2015 à Kemi par Mika Ranta.

### France
L'apparition du concept d'extrême droite remonte à la deuxième moitié du XIXe siècle et coïncide avec la fin de la monarchie. Parmi les idées des mouvements classés à l'extrême droite, ont figuré notamment l'antiparlementarisme, l'antisémitisme et le nationalisme. L'extrême droite intervient pendant les années 1920 et 30, au travers du phénomène des Ligues. Ces dernières sont souvent qualifiées comme étant « fascistes ». Pourtant, seules quelques-unes étaient effectivement fascisantes (comme le PPF de Jacques Doriot). Du reste, la grande majorité des ligues était composée d'anciens combattants de la Grande Guerre, des partisans du « plus jamais ça », ce qui est opposé au fascisme (qui lui prône au contraire le bellicisme). Au début des années 1940, une partie importante de l'extrême droite appuie la Révolution nationale menée par le maréchal Pétain et le régime de Vichy (collaboration active avec l'Allemagne nazie), dont Robert Brasillach, Charles Maurras, Joseph Darnand et Doriot, tandis que certains s'engagent dans la Résistance (comme Philippe Leclerc de Hauteclocque).

#### Rassemblement national

Le logotype d'Occident puis d'Ordre nouveau dans les années 1960 ainsi que du GUD au début des années 1970.

Emblème du Front national.

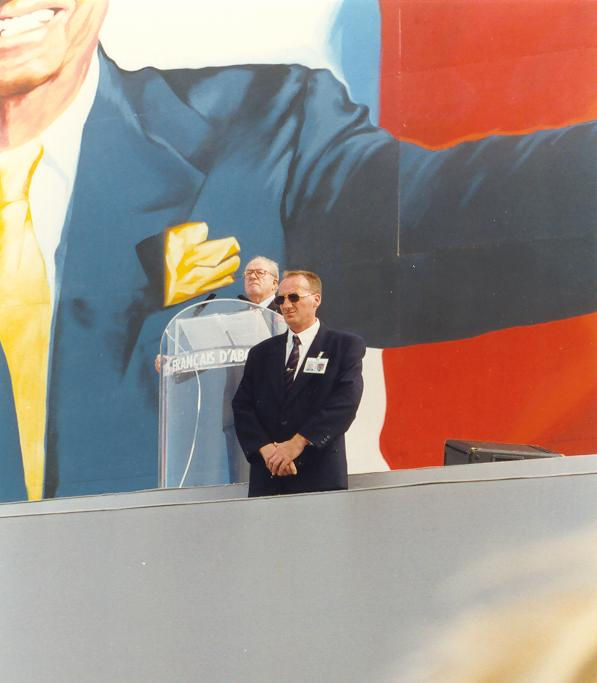
Jean-Marie Le Pen en meeting (photo à dater, années 1980-1990).

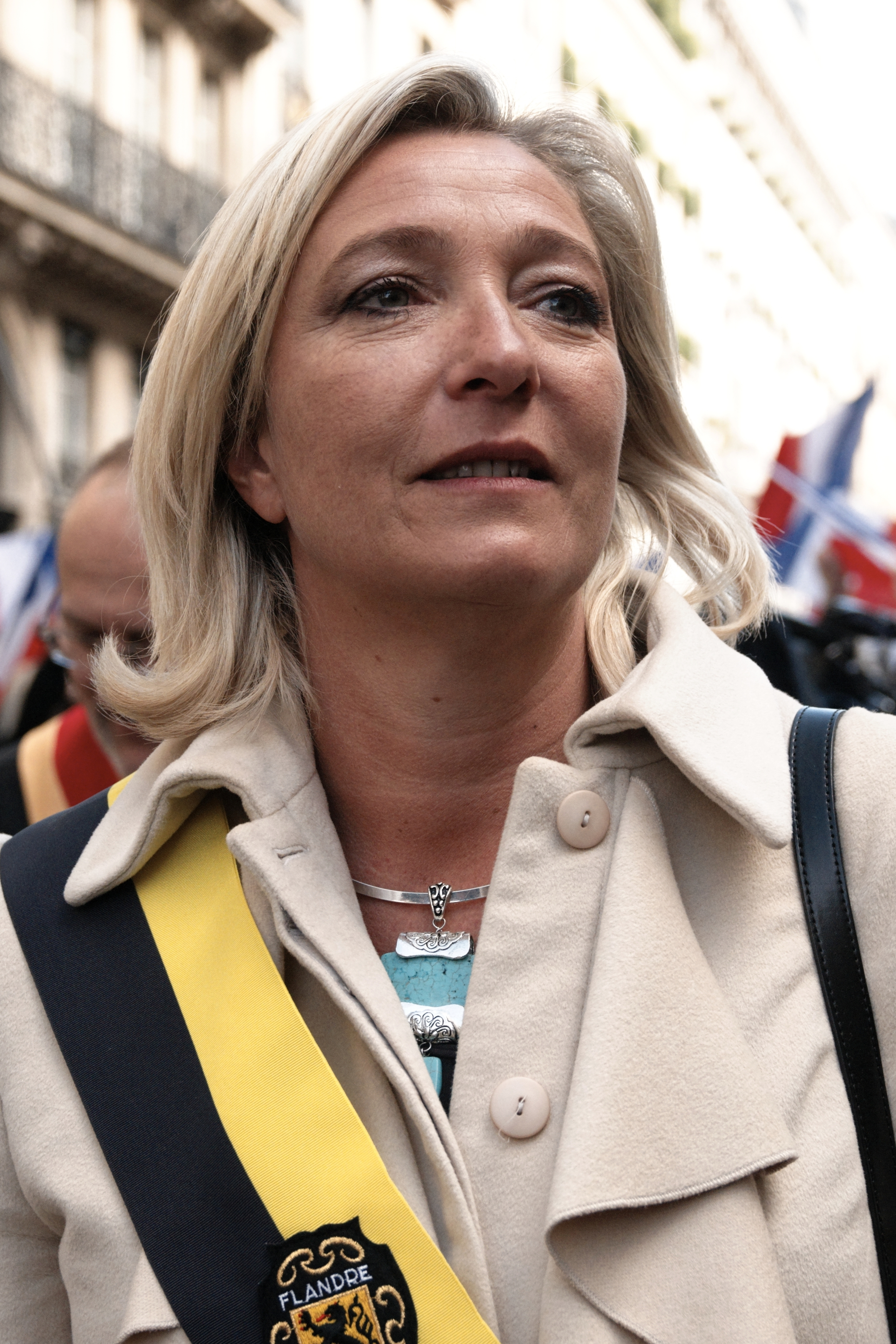
Marine Le Pen, présidente du Front national de 2011 à 2022.

Après-guerre, l'extrême droite reste marginale sur la scène politique. L'existence d'organisations revient à la fin de la guerre d'Algérie dans les années 1960 avec l'OAS, Occident puis Ordre nouveau ou le GUD, jusqu'en 1972, date à laquelle Jean-Marie Le Pen fonde le Front national. Le parti ne pèse guère aux élections à ses débuts, et ce n'est qu'à partir des années 1980 que le FN commencera son ascension.
En 1984, après une première percée de 11 % aux élections européennes, le mouvement de Jean-Marie Le Pen s'ancre durablement dans le débat politique, connaissant des succès croissants (autant liés au contexte économique, social et sécuritaire qu'aux choix politiques de François Mitterrand, qui, en favorisant son extension pensait affaiblir la droite).
Cette montée en puissance atteindra son paroxysme en 2002 lorsqu'avec 17 % des suffrages Jean-Marie Le Pen accède au second tour de l'élection présidentielle. Selon les analystes, cela est dû à la forte abstention de vote (28,4 %), aux nombreuses erreurs de Lionel Jospin lors de sa campagne et au nombre record de 16 candidats lors de cette élection. Tous les candidats ont appelé à faire barrage au Front national, excepté Lutte ouvrière (qui ne voulait soutenir aucun des deux candidats en raison de sa position située à l'extrême gauche) et le Mouvement national républicain (qui appelait à voter Le Pen). Cette élection a suscité beaucoup de réactions car c'est la première fois qu'un candidat situé à l'extrême droite accédait au second tour d'une élection présidentielle depuis le début de la Ve République. Jacques Chirac sera finalement réélu avec un record de 82,21 % des suffrages contre Le Pen qui augmenta de quelques dixièmes de % seulement en obtenant 17,79 % (contre 16,86 au premier tour). C'est en revanche la deuxième fois sous la Ve République qu'aucun candidat de gauche n'est au second tour.
Le succès de Le Pen sera régulièrement confirmé lors des scrutins suivant jusqu'à l'élection présidentielle de 2007 au cours de laquelle il « s'effondre » à près de 10,5 % des voix. Le FN subit ensuite une déroute aux élections législatives organisées un mois plus tard avec 4,3 %, un score trop faible pour lui permettre de continuer à peser de manière significative sur la vie politique nationale. Le parti frontiste se maintient depuis à un étiage un peu supérieur, avec notamment un score de 6,3 % aux élections européennes de 2009 qui l'ont tout de même vu perdre quatre de ses sept eurodéputés. Lors des élections régionales de 2010, ce parti a effectué une certaine remontée obtenant lors du premier tour plus de 11,42 %, et une moyenne de plus de 17 % au deuxième tour dans les régions où il était présent.
En 2011, Marine Le Pen devient présidente du Front national et entreprend une stratégie qualifiée de « dédiabolisation » par la classe politique et les médias : mise à l'écart des militants les plus extrémistes, modernisation de l'image du parti et renforcement de sa crédibilité sur des sujets plus techniques (économie notamment). D'un parti d'opposition, elle ambitionne de devenir un parti de gouvernement. L'élection présidentielle de 2012 est un succès pour le FN, qui termine troisième avec près de 18 % des voix ; les analystes soulignent que le vote traditionnellement protestataire de l'extrême droite tend à devenir un vote d'adhésion.
Aux élections législatives qui suivent, le FN confirme sa position de « troisième force » avec 13,60 % : si le mode de scrutin ne lui permet pas de peser autant que des partis réalisant des scores moindres (avec 5 % au niveau national, EELV obtient par exemple 18 députés), le FN fait un retour à l'Assemblée nationale (depuis 1993, il n’avait pu obtenir d'élus) avec deux députés, Marion Maréchal et Gilbert Collard.
Lors des élections européennes du 25 mai 2014, le Front national devient, pour la première fois depuis sa création, le premier parti de France quant aux résultats relatifs, en réalisant un score historique de 24,86 %, devant l'UMP (20,81 %) et largement devant le PS (13,98 %). Le FN envoie donc au Parlement européen 24 députés contre 20 pour l'UMP et 13 pour le PS.
Lors des élections régionales des 6 et 13 décembre 2015, le Front national confirme officiellement sa première place avec des scores avoisinant les 27 % au premier et au second tour au niveau national. Marine Le Pen et Marion Maréchal Le Pen, les candidates têtes-de-liste les mieux placées, ne parviennent toutefois pas à prendre les exécutifs régionaux pour lesquels elles se sont battues. Elles ont recueilli respectivement 42,23 % et 45,22 % des voix, contre les candidats Xavier Bertrand et Christian Estrosi du parti Les Républicains (LR) avec l'aide de la gauche, qui s'est désistée et qui a appelé à voter massivement pour les candidats LR afin de faire rempart au Front national. Toutefois, le Front national devient la principale force d'opposition dans plusieurs conseils régionaux de France.
Le 23 avril 2017, à l'issue du premier tour de l'élection présidentielle, Marine Le Pen se qualifie pour le second tour en terminant deuxième avec 21,3 % des voix, derrière le candidat d'En marche Emmanuel Macron, crédité quant à lui de 24,01 % des suffrages exprimés. C'est la deuxième fois de l'histoire de la Ve République que l'extrême droite française se hisse au second tour, après la qualification surprise de Jean-Marie Le Pen le 21 avril 2002. Durant l'entre-deux-tours, le front républicain rencontre des réticences contrairement à 2002,,, puisque parmi les candidats battus au premier tour, seuls Benoît Hamon et François Fillon ont appelé à voter Macron,,,, bien que tous les sondages donnaient Le Pen perdante. Néanmoins, les autres candidats éliminés au premier tour ne feront aucun geste pour soutenir la candidate frontiste, excepté le candidat souverainiste Nicolas Dupont-Aignan de Debout la France, qui rallie Marine Le Pen le 28 avril et propose de faire campagne pour elle en soutenant un projet de « gouvernement élargi ». Un ralliement, justifié par le fait que Macron incarnerait la continuité du mandat du président sortant François Hollande, et qui suscite de nombreux remous au sein de la classe politique française. Dès le lendemain, celle-ci accepte de faire de lui son Premier Ministre si elle est élue. Le 7 mai, au soir du second tour, la candidate frontiste est nettement battue avec 33,9 % des suffrages exprimés, mais elle réussit à recueillir plus de 10,6 millions de voix, ce qui constitue un nouveau record pour le parti. Par ailleurs, cette dernière laisse augurer une possible recomposition de sa formation politique à l'avenir.
En 2022 elle est de nouveau candidate à l’élection présidentielle et est concurrencée par Éric Zemmour « plus radical » qu’elle sur les questions d’immigration au point même de ne plus être considérée d’extrême droite par beaucoup de français selon de nombreux sondages qui suggèrent qu’elle pourrait monter jusqu’à 47 % au second tour face à Emmanuel Macron. Pour la seconde fois, Marine Le Pen se qualifie au second tour de l’élection présidentielle. Réunissant plus de 13 millions de voix, son parti progresse fortement. Toutefois, la mobilisation massive du front Républicain malgré des soutiens élargis (d’Éric Zemmour et de Nicolas Dupont-Aignan) empêche cette dernière d’accéder à la présidence de la République. Marine Le Pen assure toutefois à son parti une belle progression, 41,6% des électeurs lui ayant accordé leur confiance. Après la « victoire » aux législatives (89 députés), Marine Le Pen cède à sa fonction de présidente du Rassemblement National à Jordan Bardella, celui-ci gagne à l'élection de la présidence du RN face à Louis Aliot.

#### Civitas
L'extrême droite intervient aussi dans les débats de société (liberté d'expression dans les arts, mariage pour tous, etc.). Civitas, aussi connu sous le nom de France Jeunesse Civitas ou Institut Civitas, est un mouvement social et politique français qui se définit lui-même comme un « lobby catholique traditionaliste », un « mouvement dont le but est la restauration de la royauté sociale de Notre Seigneur Jésus-Christ ».
Civitas ne se contente pas d'intervenir dans le débat d'idées, mais propose aussi « des stages techniques. Ils consistent en un entraînement aux techniques de discussions face à la dialectique subversive, à un apprentissage des savoir-faire fondamentaux pour pratiquer une action efficace : prise de parole en public, organisation de réunions, lancement d'associations, comment mener une action concrète, etc ». Ce groupe est réputé proche des catholiques intégristes et de l'extrême droite. Il est très fortement lié avec la Fraternité sacerdotale Saint-Pie-X (FSSPX) fondée par l'évêque Marcel Lefebvre en 1970.

#### Les Nationalistes
Les Nationalistes ou Parti nationaliste français est un parti d'extrême droite néofasciste. L'un de ses dirigeants n'est autre que Yvan Benedetti, ancien dirigeant de l'Œuvre française officiellement dissoute. Benedetti a participé à la réactivation du parti.

#### Dissidence française
La Dissidence française est une organisation nationaliste fondée en 2011 et devenue un parti politique en 2018, se présentant comme étant hostile au mondialisme et à la corruption et en faveur de la remigration. Vincent Vauclin, le chef de file du mouvement se présente aux élections européennes de 2019.

#### Reconquête
Le parti Reconquête est un parti fondé en avril 2021 sous l'appellation « Les Amis d'Éric Zemmour » (demandant à ce dernier d'être candidat à l'élection présidentielle de 2022) finalement appelé « Reconquête » début décembre 2021, ce qui officialise la candidature d'Éric Zemmour à l'élection présidentielle française de 2022. Éric Zemmour était essayiste puis chroniqueur, il évoquait la théorie complotiste du « grand remplacement » et du phénomène migratoire et religieux qui se passe en France, ceci peut expliquer cette décision d'être candidat à l'élection présidentielle française de 2022. Le slogan de Reconquête est « Pour que la France reste la France ».
Malgré certains sondages allant jusqu'à le placer au second tour au début d'année, le parti d'Éric Zemmour a échoué à la présidentielle de 2022 avec un score de 7 %.
Éric Zemmour a appelé à voter pour Marine Le Pen au second tour.
Après cette défaite, le parti Reconquête a misé sur les élections législatives françaises de 2022, sans succès avec seulement 4% des suffrages.
Malgré ces deux défaites, le parti est quand même présent au parlement européen avec 4 eurodéputés qui sont Nicolas Bay, Gilbert Collard, Maxette Pirbakas, et Jérôme Rivière qui sont tous les quatre issus du Rassemblement national.

### Grèce
Pendant la guerre civile (1946-1949), le gouvernement royaliste et ses alliés britanniques et américains s’appuient sur des milices d'extrême droite et précédemment collaborationnistes pour défaire le Front de libération nationale (EAM), puissant mouvement de résistance sous l'occupation fondé par les communistes.
L'Union nationale radicale (ERE), le parti dominant à droite créé en 1956 par le Premier ministre Konstantínos Karamanlís. intègre dans ses rangs de nombreux éléments d'extrême droite. Ceux-ci se montrent parfois violents, comme en témoigne l'assassinat de Grigóris Lambrákis, député de la Gauche démocratique unie (EDA), en mai 1963.

En 1967, l'armée prend le pouvoir et établit la dictature des colonels.

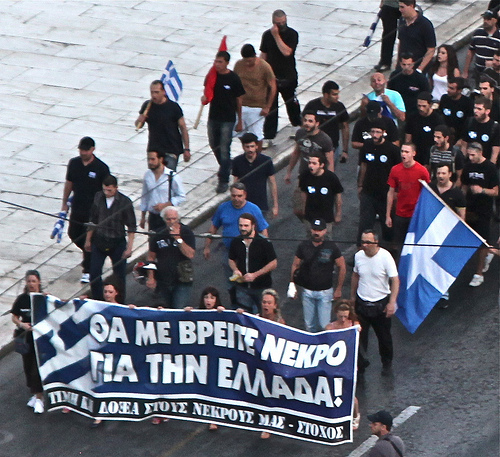
Manifestation de membres d'Aube Dorée à Athènes en 2012.

Lors de la crise financière que les Grecs subissent en 2012, le parti néonazi Aube dorée, créé en 1980, est devenu le 6e parti en pourcentage de voix en obtenant 6,97 % des suffrages lors des élections de mai 2012 et obtiennent 21 députés sur les 300 que compte le Parlement hellénique[réf. souhaitée]. Lors des élections organisées le mois suivant en raison de l'incapacité des Grecs à constituer un gouvernement, Aube dorée obtient 6,92 % des suffrages exprimés, 18 députés et devient le cinquième parti en pourcentage de voix. En janvier 2015, il obtient 6,3 % des voix, perd un siège mais se hisse à la troisième place. En ce qui concerne celles de septembre, le mouvement revient à son 7 % de départ, regagne un siège et reste en troisième position. Membre de l'Alliance pour la paix et la liberté jusqu'en 2017.
Aube dorée est également au centre de plusieurs poursuites judiciaires pour des agressions à caractère xénophobe, voire des meurtres.
L'Alerte populaire orthodoxe, parti populiste, nationaliste et conservateur fondé en 2000, a recueilli 7 % des voix aux élections européennes de 2009 puis 5,6 % lors des législatives quatre mois plus tard. Il est en déclin depuis à cause de la concurrence d'Aube dorée et des Grecs indépendants.

### Hongrie

Logotype du Jobbik.

Le Parti hongrois de la justice et de la vie (MIEP) a été créé en 1993 par des dissidents du principal parti de droite, le Forum démocratique hongrois (MDF). Un de ses dirigeants a déjà été condamné en 2002 pour propos antisémites. Il fait alliance avec la droite hongroise de Viktor Orbán, le Fidesz, sur les questions des minorités juives[réf. nécessaire] et roms et demande que la nationalité hongroise soit accordée immédiatement à toutes les personnes d'ethnie hongroise de l'étranger, en premier lieu aux Magyars de Slovaquie, Roumanie, Serbie et Ukraine. L'initiative a été rejetée par référendum en 2004.
Le Jobbik est un parti d'extrême droite qui dispose d'un mouvement milicien et paramilitaire, la Garde hongroise. Ce parti plaide, au nom de la préservation de l'identité nationale, pour la mise en place d'une politique social-conservatrice radicale (interdiction de l'avortement, criminalisation des « déviances sexuelles ») mais dénonce aussi le traité de Trianon. Contrairement à d'autres forces de la droite radicale en Europe, le Jobbik ne suit pas une politique pro-Israël. Dans son ouvrage Né un 20 août paru en 2011, Gábor Vona, président du Jobbik, décrit sa fascination pour l'islam qui est à ses yeux un des derniers bastions du traditionalisme et « le dernier espoir de l’humanité dans les ténèbres du globalisme et du libéralisme ». Fait partie de l'AEMN. Lors des législatives de 2014, le parti obtient plus de 20 % des voix et devient la 3e force politique du pays.
Le HVIM peut aussi être considéré d'extrême droite pour ces idées irrédentistes et leur liens avec certains mouvements néo-nazis. Le mouvement est aussi implanté dans des pays où vit une importante communauté magyarophone.
La stratégie de modération et de recentrage du Jobbik amorcée par son ex-président Gábor Vona en 2016 a abouti à l'émergence de formations politiques mineures plus radicales, issues d'une scission du Jobbik ; telles que le Mouvement Notre patrie, qui compte une députée à l'Assemblée nationale (Dóra Dúró) ou le parti Force et détermination.

### Islande
Le Front national islandais est le principal mouvement d'extrême droite islandais. Il se présente aux élections législatives de 2016 et reçoit 0,2 % des voix, ce qui est insuffisant pour avoir une représentation parlementaire. Le parti propose, entre autres, la sortie de l'Islande de l'espace Schengen, la mise en place de la démocratie directe sur le modèle suisse et l'interdiction du port de la burqa.

### Italie

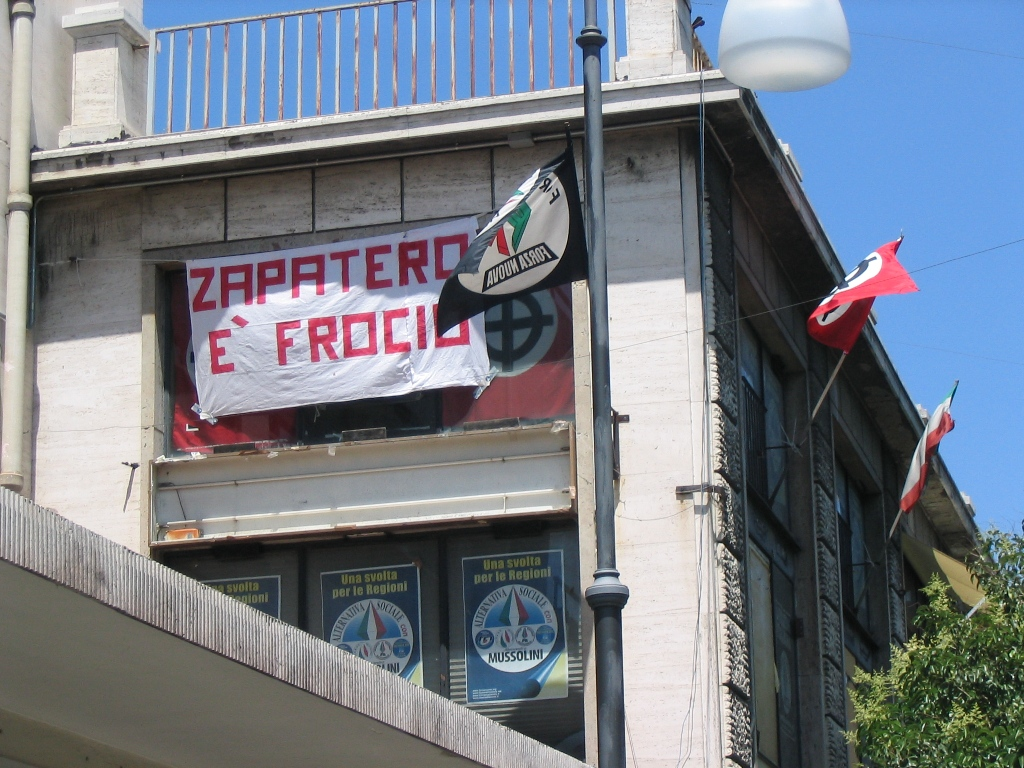
Insulte homophobe (« it », ce qui signifie en français « Zapatero est un pédé ».) sur la façade d'un local de la coalition d'extrême droite Alternativa Sociale (it à Pérouse) le 3 juillet 2005.

La Ligue du Nord a longtemps demandé la séparation de la Padanie (régions riches du nord de l'Italie) d'avec le reste du pays, notamment le sud (« pour que les Italiens du Nord arrêtent de payer pour ceux du Sud ») et s'est ensuite reconvertie en un parti national rejoignant notamment la coalition de Silvio Berlusconi.
Il existe également une extrême droite héritière du fascisme (voire du néofascisme). Le Mouvement social italien – Droite nationale a longtemps incarné cette ligne politique, avant de se transformer en Alliance nationale en 1995, incarnant sous la direction de Gianfranco Fini un virage vers le centre-droit, et finissant par s'intégrer au Peuple de la liberté de Silvio Berlusconi en 2009. Contre cette évolution, différents partis et mouvement sont encore aujourd'hui héritiers de cette idéologie, tels que le Mouvement social – Flamme tricolore (AEMN), Forza Nuova (APL), CasaPound ou encore Frères d'Italie.
Il a existé dans les années 1960-70 une extrême droite armée, comme le Movimento Politico Ordine Nuovo, responsable ou soupçonnée d'assassinats et d'attentats tels que celui de la piazza Fontana en 1969.
En 1945, après la Seconde Guerre mondiale, sont formés les Fasci di Azione Rivoluzionaria, un mouvement de résistance fasciste dont les membres étaient principalement des anciens soldats de la République sociale italienne de Benito Mussolini. Les FAR attaquèrent principalement les occupants américains mais aussi les communistes italiens.
Le mouvement Avanguardia Nazionale de Stefano Delle Chiaie était un mouvement très actif jusqu'à sa dissolution en 1976, il a pris par a la tentative de coup d'état de 1970 appelé Golpe Borghese, une tentative de coup d'état orchestrée par le fasciste Junio Valerio Borghese et à la Révolte de Reggio.
Des armes de guerre, comprenant notamment des fusils d'assaut, des pistolets mitrailleurs et un missile, sont saisis à plusieurs groupes d'extrême droite à l'issue de perquisitions en juillet 2019.
Fondé le 8 janvier 1991, le parti Ligue du Nord - devenu Lega (« Ligue ») - est l'une des forces politiques les plus présentes sur la scène politique italienne. Depuis 2013, Matteo Slavini se trouve à la tête du mouvement après avoir remporté une primaire. La ligne idéologique fût d'abord régionaliste, considérant le sud de l'Italie comme gênant. Leur programme s'est ensuite élargi pour dénoncer l'immigration massive, l'euro et l'Union Européenne. Lors des élections européennes de mai 2019, le parti enregistre une percée électorale enregistrant 34,26% des suffrages, un record pour le parti78. En octobre 2019, à l'issue des élections régionales en Ombrie, l'alliance de droite menée par la Ligue remporte largement la victoire et fait perdre à la gauche un de ses fiefs historiques. La Ligue réussit une « percée spectaculaire » gagnant 50 % de votes depuis les législatives de 2018. Le mouvement est membre du parti européen Identité et Démocratie, au côté du Rassemblement National, dans l'idée de lutter pour une Europe des nations, et contre une Europe fédérale.

#### CasaPound
CasaPound est un mouvement néofasciste,. Le mouvement se considère comme étant « fasciste du troisième millénaire », est très actif et est l'une des organisations d'extrême droite parmi les plus populaires en Italie.
Le mouvement entretien des liens avec le Hezbollah libanais, les nationalistes grecs de l'Aube dorée et les nationalistes ukrainiens.

#### Forza Nuova
Forza Nuova est un parti d'extrême droite italien d'obédience néofasciste et nationaliste-révolutionnaire. C'est un parti également pro-palestinien et qui soutient les séparatistes pro-russes en Ukraine. Le parti est également proche de l'Aube dorée. Membre de l'Alliance pour la paix et la liberté.

#### Mouvement Fascisme et Liberté
Le Mouvement Fascisme et Liberté, est un parti politique extrêmement marginal, membre de la World Union of National Socialists.

#### Groupuscules skinheads italiens
En Vénétie, un groupuscule ultraviolent, le Veneto Fronte Skinheads fût coupable de nombreux actes de violences politiques et racistes.

### Lituanie
L'Union nationale lituanienne est un mouvement néo-nazi et populiste fondé en 2011.

### Luxembourg
Le Volksdeutsche Bewegung, qui peut se traduire littéralement par Mouvement ethnique allemand, est un mouvement nazi qui a existé au Luxembourg occupé par les Allemands pendant la Seconde Guerre mondiale.
Le Mouvement national (en luxembourgeois : National Bewegung) est un parti politique d’extrême-droite actif entre 1987 et 1995. Bien qu'ayant concouru à quatre élections dont deux d'envergure nationale et deux d'envergure européenne, celui-ci ne parvient pas à obtenir les suffrages nécessaires à un siège de parlementaire.
Plus récemment, le Parti populaire social-démocrate (lb) (SdV), fondé en 2015, s'inspire ouvertement du Front national français.

### Norvège
Le Parti du progrès (FrP), représenté au Parlement depuis les élections législatives de 1973, est devenu avec le scrutin de 2005 le deuxième parti du pays. Le FrP a la particularité de se classer à l'extrême droite de l'échiquier politique aussi bien sur les thèmes traditionnellement abordés par l'extrême droite (nationalisme, patriotisme, conservatisme social, politiques anti-immigration) qu'au niveau des politiques économiques[réf. nécessaire]. À la fois ultraconservateur et libéral économiquement, le FrP se distingue ainsi des autres partis nationalistes européens, moins libéraux en matière économique.
Avec un score de près de 23 % des suffrages exprimés aux élections législatives de 2009, le FrP s'est imposé comme le parti européen d'extrême droite le mieux représenté dans son pays. Lors de celles de 2013, le parti a récolté 16,3 % des voix et est pour la première fois entré au gouvernement, dans une coalition avec le Parti conservateur. La présidente Siv Jensen est nommée ministre des Finances. En 2017, il a totalisé 15,2 % de l'électorat et la coalition de droite est restée au gouvernement.

### Pays-Bas

Logotype du PVV.

Généralement considéré comme un parti de droite radicale
le Parti pour la liberté est un parti politique nationaliste fondé en 2006 par Geert Wilders. Eurosceptique et militant pour une sortie de la zone euro, son programme comprend des éléments nationalistes et conservateurs sur le plan sociétal et libéraux sur le plan économique. Mais son combat contre ce qu'il appelle « l'islamisation des Pays-Bas » le fait classer à l'extrême droite par certains observateurs.

### Pologne

Logotype de la Renaissance nationale de la Pologne.

Jeunesses polonaises est un groupe d'extrême droite qui existe depuis 1922, dissous en 1945, et recréé en 1989. Lors de la Parade d'égalité du mouvement de libération gay du 11 juin 2005, ses membres ont jeté des pierres, des bouteilles, des pavés et des œufs contre les participants de la parade.
Le 5 mai 2006, en désaccord avec le centre-droit, le PiS crée une coalition avec le très conservateur Roman Giertych, dirigeant de la Ligue des familles polonaises (LPR), nommé au ministère de l'éducation. Ce dernier a l'intention d'insister dans les programmes scolaires sur « les valeurs chrétiennes de la Pologne éternelle ».
Il existe également d'autres mouvements politiques nationalistes tels que l'Alliance polonaise, le Camp national-radical, le Mouvement national-catholique ou encore Renaissance nationale de la Pologne.

### Portugal
Le Parti national rénovateur est un parti politique nationaliste, d'une orientation politique proche de celle du Front national français, dont les slogans sont « Travail et nation » et « Le Portugal aux Portugais ». Ce parti n'a jamais dépassé les 1 % de votes. Membre de l'AEMN.
Il existe également depuis le 9 avril 2019, le parti Chega, qui est une scission du Parti social-démocrate. Il est présidé par André Ventura et est classé à l'extrême droite en raison de ces positions contre l'avortement, le politiquement correct ainsi que contre l'immigration. Chega (« Ca suffit ! ») obtient 1,29 % des voix aux élections législatives de 2019, un score permettant à son leader d’entrer au Parlement. Le parti est également membre du parti européen Identité et démocratie. Lors de l’élection présidentielle de 2021, le parti crée la surprise en obtenant 12 % des suffrages et près de 500 000 voix. Son score marque une montée importante de l'extrême droite dans un pays qui, jusqu'ici, faisait figure d'exception.

### Roumanie

Logo du PRM.

Le Parti de la Grande Roumanie est un des principaux mouvements d’extrême droite en Roumanie. Il perd sa représentation parlementaire en 2008. Le PRM a rassemblé 1,2 % des voix lors des élections législatives de 2012, ce qui est insuffisant pour être représentés au Parlement. Son président-fondateur Corneliu Vadim Tudor, qui appelait en 2000 « à gouverner la Roumanie à la mitrailleuse » est mort en 2015.
Il existe aussi un parti d'extrême droite, Noua Dreaptă (« Nouvelle droite » en roumain). Il n'a pas eu d'élus au Parlement depuis sa fondation jusqu'en 2016. Noua Dreaptă se réclame des idéaux de la Garde de fer, parti d'inspiration fasciste et antisémite des années 1930. Noua Dreaptă se revendique comme parti néo-fasciste, irrédentiste et traditionaliste orthodoxe qui dit vouloir protéger la Roumanie des impérialismes américain et russe et la désengager de l'OTAN.

### Royaume-Uni

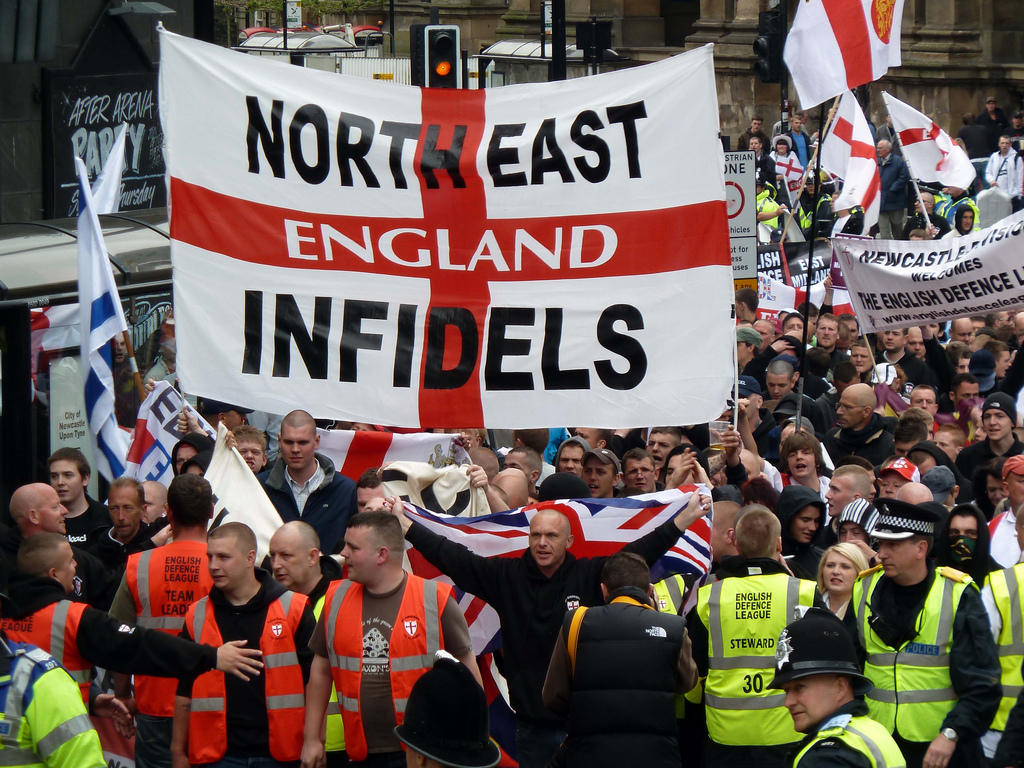
Manifestation de l'EDL.

Le Parti national britannique (BNP), dont le leader actuel est Adam Walker, est le principal parti d'extrême droite du pays. Il a recueilli 6,3 % des voix aux européennes de 2009 et obtenu deux députés européens. Victime de la concurrence de UKIP, il tombe à 1,1 % à celles de 2014 et perd ses deux élus. Il est membre de l'AEMN.
Il y a aussi l'English Defence League, mouvement anti-islam très actif ces dernières années, le Front national britannique, parti néofasciste et raciste des années 1970-1980, et Britain First, scission du BNP en 2011, de tendance néofasciste et fondamentaliste chrétien. Le premier parti d’extrême droite britannique est la British Union of Fascists, née en 1932 et dissoute en 1940, qui soutenait Adolf Hitler et Benito Mussolini.
Le Parti pour l'indépendance du Royaume-Uni, parti farouchement eurosceptique et anti-immigration, est parfois considéré comme un parti d'extrême droite. Il ne compte qu'un représentant à la Chambre des lords.

### Russie
Le principal parti d’extrême droite russe est le Parti libéral-démocrate de Russie, qui est la 3e force politique de Russie et possède 39 sièges sur 450 à la Douma. C'est un parti panslave, nationaliste, réactionnaire et antisioniste. Il y a eu un Parti fasciste russe qui a existé de 1931 à 1936. Actuellement, les mouvements d’extrême droite russes se réclament du panslavisme, du néofascisme ou du national-communisme.
Pamiat est une organisation ultranationaliste russe anti-francs-maçons et antisioniste (l'organisation est suspectée d'antisémitisme à cause de son idéologie d'extrême droite) fondée par Dmitri Vassiliev. L'organisation est opposée à la démocratie et qualifia les gouvernements du régime soviétique puis de la Russie de gouvernements occupés par les sionistes.
L'Unité nationale russe est un parti ultranationaliste russe, prônant le cléricalisme orthodoxe. Son chef est Alexandre Barkachov, ancien activiste de Pamiat. Le parti participe à la guerre du Donbass aux côtés des séparatistes pro-russes.
Le Parti Eurasie d'Alexandre Douguine est un parti nationaliste russe de type national-bolchevique et dont l'idéologie centrale est l'eurasisme. Il soutient Vladimir Poutine. Le Parti Eurasie soutient les séparatistes pro-russes lors de la guerre du Donbass.
La Russie possède une mouvance néonazie importante, notamment dans les grandes villes comme Moscou et Saint-Pétersbourg. L'idéologie des groupuscules qui en font partie se base en partie sur le concept de néopaganisme et sur la rodnovérie.

### Serbie

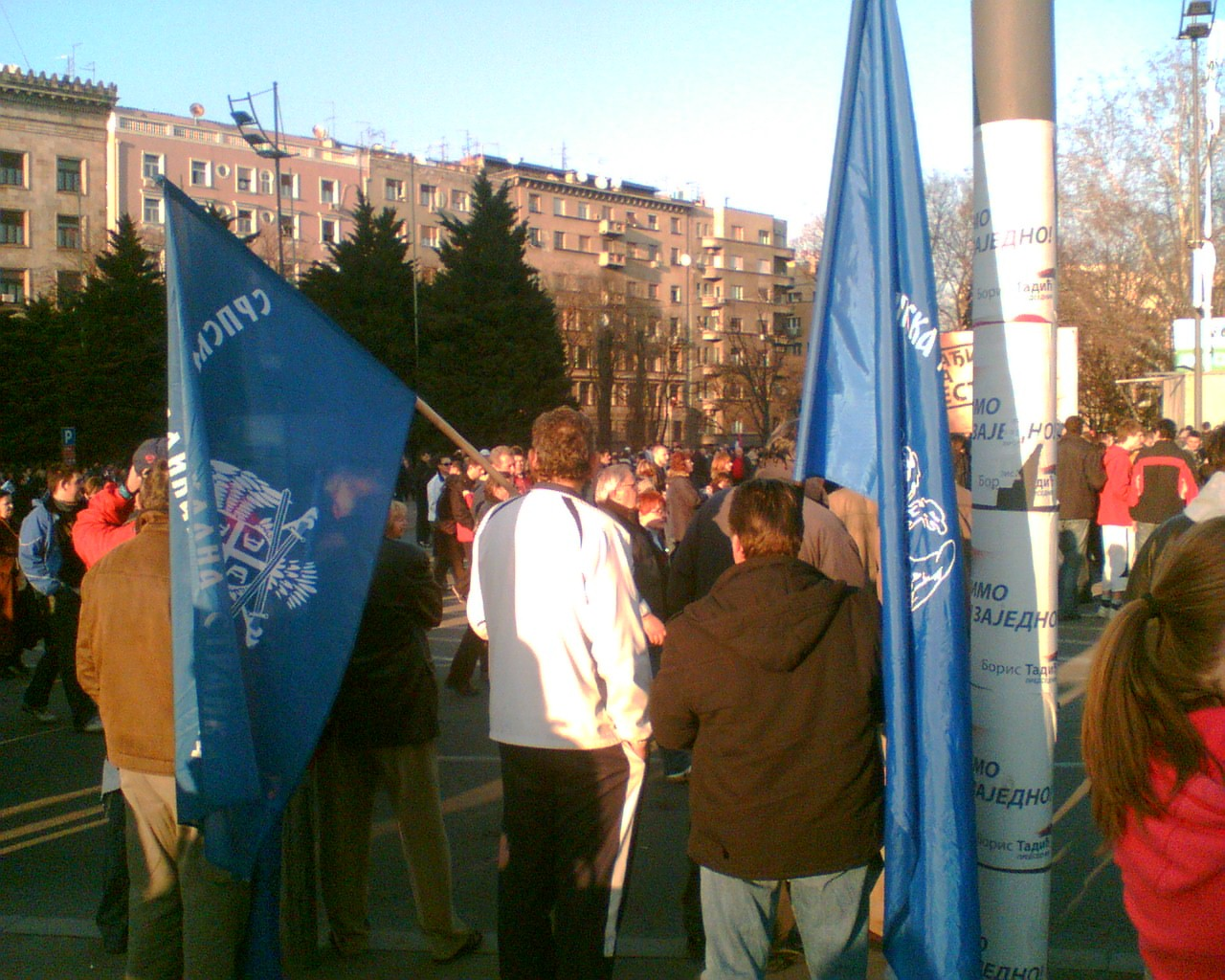
Des militants du SRS lors des manifestations contre l'indépendance du Kosovo.

Le principal parti d’extrême droite serbe est le Parti radical serbe, un parti nationaliste, panslave et eurosceptique. Il a soutenu notamment Slobodan Milošević et l'expulsion des Albanais, des Bosniaques musulmans, des Hongrois et des Croates de la Grande Serbie. Le parti compte actuellement 22 représentants à l'Assemblée nationale et 10 députés en Voïvodine. Le mouvement musical néo-nazi Blood and Honour a une branche en Serbie qui souhaite « propager l'idée révolutionnaire de national-socialisme sans compromis. »
Il existe d'autres mouvements et partis d'extrême droite en Serbie comme l'Action serbe. Le groupe Obraz est dissous en 2012. Les nationalistes serbes sont également de fervents russophiles.

### Slovaquie
Fondé en 1989, le Parti national slovaque se réclame d’un parti plus ancien, le Slovákov, fondé en 1871. Sa rhétorique est fondée sur l’héritage historique de la Slovaquie qu’il incarnerait. Le SNS est très présent sur la scène politique slovaque : exception faite de la législature 2002-2006, le parti dirigé par Ján Slota a toujours été présent au Parlement depuis 1990. En 2006, fort de 20 députés, il est même entré dans la coalition gouvernementale. Lors des élections de 2010, il a recueilli 5,1 % des voix, n’obtenant ainsi que cinq sièges au Parlement. Traditionaliste et nationaliste, le SNS développe une rhétorique virulente à l’encontre des Roms, des Hongrois et des homosexuels.
Fondé en 2010, le Parti populaire « Notre Slovaquie », dirigé par Marian Kotleba, président de la région de Banská Bystrica, est aussi un parti d'extrême droite. Il se veut nationaliste, chrétien et social. Depuis 2015, il fait partie de l'Alliance pour la paix et la liberté. Il compte 14 députés sur 150 au Parlement.

### Slovénie
Le Parti national slovène (SNS) est connu pour ses positions eurosceptiques et pour être opposé à l'adhésion de la Slovénie au sein de l'OTAN. Nostalgique du maréchal Tito, le SNS se situe davantage à gauche de l'échiquier politique en matière d'économie. Par contre, ses prises de positions violentes contre les droits des homosexuels, ainsi qu'à l'encontre de certaines minorités comme les Roms le positionnent parmi les tenants de la droite radicale européenne.

### Suède

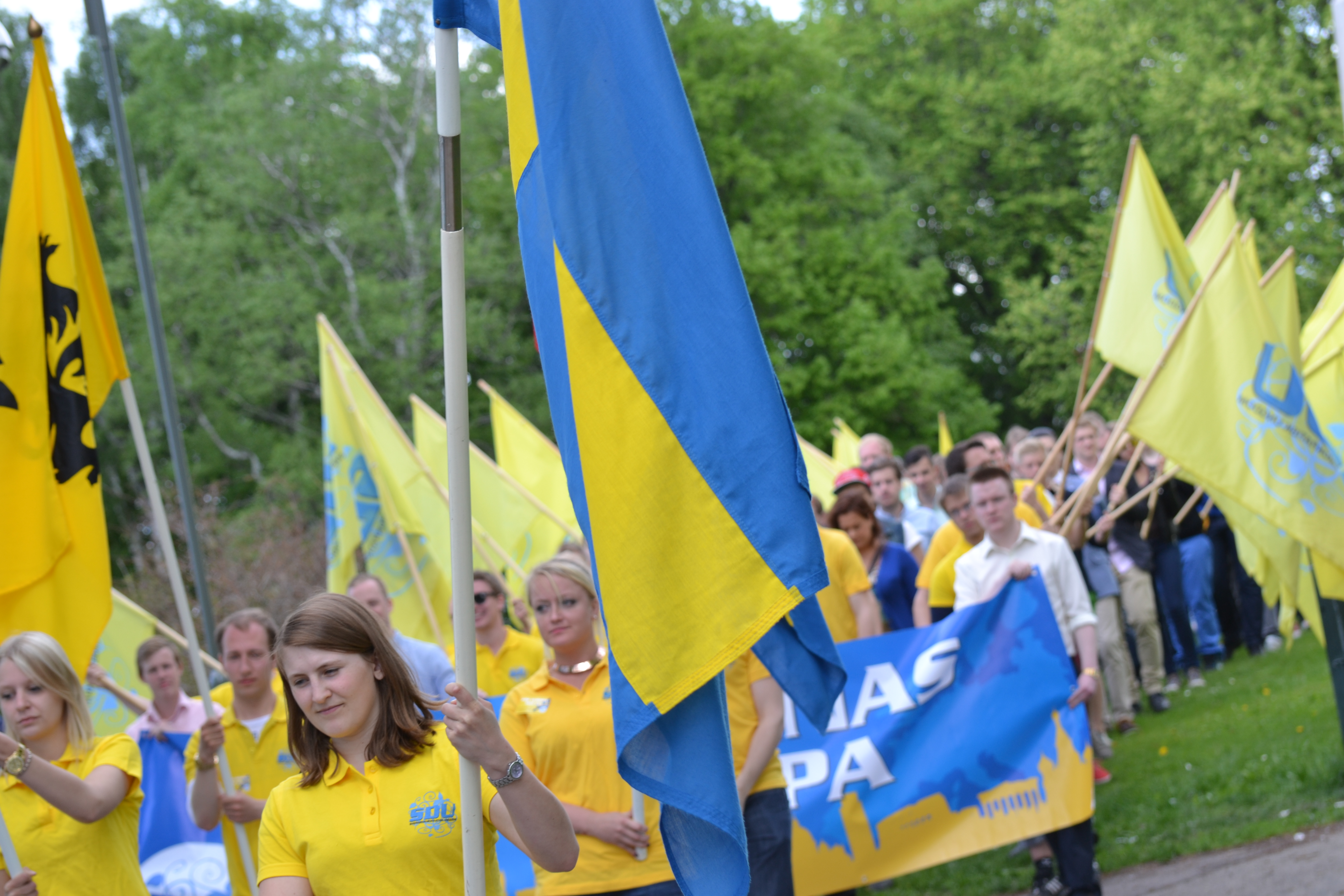
Manifestation de l’ancien mouvement de jeunesse des Démocrates suédois (SDU) à Linköping en 2013.

L'extrême droite suédoise n'a rien connu d'autre que la marginalité de toute l'histoire du royaume depuis l'instauration du suffrage universel à une exception près. En effet, en 1991, la Nouvelle Démocratie, mouvement nationaliste, conservateur et populiste fait son entrée au Riksdag avec un score de 6,7 % des voix. Cette percée restera un épiphénomène, le parti perdant tous ses mandats de députés lors des élections générales suivantes. Il sera dissout quelques années plus tard après une érosion constante.
Un parti plus radical, les Démocrates de Suède (SD), a depuis pris le relais. En progression constante, les SD ont déjà fait leur entrée dans plusieurs conseils municipaux du sud du pays, où leurs électeurs sont les plus nombreux. Avec 2,9 % aux élections générales de 2006, ils ont échoué de peu à obtenir une représentation parlementaire. La progression de l'extrême droite suédoise s'est concrétisée en septembre 2010 lors des élections générales, le parti a obtenu le score de 5,70 % des votes exprimés ce qui lui permet d'obtenir 20 sièges au Riksdag. Aux élections législatives de 2014, ce parti a récolté 13 % des suffrages et 17,53 % en 2018 lui permettant d'obtenir 62 sièges au Parlement.
Il y a aussi le Mouvement de résistance nordique, néonazi et panscandinaviste, fondé en 1997.

### Suisse

Le logotype officiel du Parti nationaliste suisse

En Suisse, l'extrême droite est actuellement officiellement composée de cinq formations : les Démocrates suisses fondés en 1961, le Parti des automobilistes fondé en 1985, le Parti des Suisses nationalistes fondé en 2000 et le Parti nationaliste suisse fondé en 2011. Dans le canton du Tessin, est né en février 2012, le parti Destra Sociale Fiamma Luganese (Droite Sociale Flamme de Lugano).
L'extrême droite n'occupe à l'heure actuelle aucun mandat électif, que ce soit au niveau fédéral, cantonal ou communal. Le dernier élu fédéral d'extrême droite était le Démocrate suisse Bernhard Hess, non réélu en 2007.

### République tchèque
Le Parti ouvrier de la justice sociale, fondé en 2003, est ultranationaliste et populiste. Depuis 2015, il fait partie de l'Alliance pour la paix et la liberté.
Il y a également l'Aube – Coalition nationale, de tendance nationaliste et populiste, fondé en 2013. Elle a obtenu 6,9 % des suffrages et 14 élus lors des législatives de 2013.
Quant à sa scission Liberté et démocratie directe, créée deux ans plus tard et proche du FN français, elle a récolté 10,6 % des voix et 22 sièges lors des législatives de 2017, se substituant au parti d'origine.

### Ukraine
L'Assemblée nationale ukrainienne - Autodéfense ukrainienne, créée le 30 juin 1990 à Lviv, est une organisation paramilitaire, voire une milice néo-fasciste. Pendant la révolution orange, elle soutient le président pro-occidental Viktor Iouchtchenko. L'UNA-UNSO appuie l'Église orthodoxe ukrainienne (patriarcat de Kiev). Elle compte environ 10 000 militants dont beaucoup de jeunes. Elle milite pour la réhabilitation des membres de la Division SS Galicie (unité ukrainienne de la Waffen-SS). Elle développe un violent antisémitisme. En mai 2014, le parti s'est fondu avec d'autres mouvements nationalistes dans le nouveau parti politique Secteur droit.
Svoboda, fondée en 1991, fait partie de l'AEMN. Ce parti a obtenu l'élection de 38 députés sous ses couleurs lors des élections législatives ukrainiennes de 2012.
Le Congrès des nationalistes ukrainiens, fondé en 1992, fait partie de l'alliance électorale de Viktor Iouchtchenko, Notre Ukraine - Autodéfense populaire.
La Misanthropic Division combat au côté du Régiment Azov.

### Novorossia
La Nouvelle-Russie ou Novorossia est soutenue par des partis d'extrême droite et certains volontaires d'extrême droite sont sur le Front. Ces nationalistes volontaires pro-russes s'opposent aux nationalistes ukrainiens,. La crise ukrainienne aurait séparée l'extrême droite radicale. L'extrême droite russe et l'extrême droite serbe ont des liens étroits avec les séparatistes pro-russes, l'extrême droite russe orthodoxe possède son propre bataillon, l'Armée russe orthodoxe et se bat contre les ukrainiens.
Parmi les bataillons d'extrême droite se trouvent l'Armée russe orthodoxe, l'Aube orthodoxe bulgare, le bataillon de l'Unification slave, la Légion de Saint-Stephen hongroise, et des bataillons de volontaires venant du parti ultranationaliste russe Unité nationale russe. La Kolovrat Division, organisation d'extrême droite pro-russe luttant contre l'Ukraine, est aussi liée aux séparatistes pro-russes. Il y a aussi les Interbrigades du parti L'Autre Russie mais c'est un parti nationaliste de gauche qui n'a pas de lien avec les autres bataillons nationalistes d'extrême droite.
Le parti néofasciste italien Forza Nuova est également pro-russe et certains de ses militants combattent les troupes ukrainiennes sur le front.

## Océanie

### Australie
Les partis d'extrême droite sont peu présents en Australie. Le plus important est le parti Pauline Hanson's One Nation, fondé en 1997 par Pauline Hanson. S'il n'a jamais remporté qu'un seul siège au Parlement fédéral, il a été un temps influent dans l'État du Queensland. C'est un parti populiste, hostile à l'immigration, au multiculturalisme et aux droits des Aborigènes, et favorable à un « nationalisme économique » protectionniste.
Le parti Australia First (en) a été fondé en 1996 par Graeme Campbell (en), ancien député expulsé du Parti travailliste. Jamais représenté au Parlement, il défend un nationalisme économique et un nationalisme blanc, s'opposant à l'immigration et au multiculturalisme. Son dirigeant actuel, Jim Saleam, est un ancien membre du Parti national-socialiste australien (en) (aujourd'hui disparu), condamné dans les années 1980 pour violences raciales.
Le parti Rise Up Australia Party (en) (« Lève-toi, Australie »), fondé en 2011, est principalement anti-musulman.
Le groupe Antipodean Resistance est un des groupes néonazis militants particulièrement actifs.
Le président de l'agence australienne de contre-espionnage, l'Australian Security Intelligence Organisation, reconnait en 2020 qu'« En Australie, la menace de l'extrême droite est réelle et elle augmente. [...] Dans les banlieues d'Australie, des petits groupes se réunissent régulièrement pour saluer le drapeau nazi, vérifier leurs armes, s'entraîner au combat et partager leur idéologie haineuse ». En outre, « ces groupes sont plus organisés et soucieux des questions de sécurité qu'auparavant », indique t-il.

### Nouvelle-Zélande
Un militant d’extrême droite attaque deux mosquées et y massacre 51 personnes le 15 mars 2019.
Le groupe suprémaciste Action Zealandia apparait à l’été 2019 et devient rapidement l’un des groupes d’extrême droite plus connus du pays à la suite d'une série d’incidents impliquant ses militants. Sous le slogan « construire une communauté pour les Néo-Zélandais européens », il promeut la théorie du « grand remplacement ».

### Fidji
Aux Fidji, l'extrême droite arrive au pouvoir à la suite du coup d'État militaire du colonel Sitiveni Rabuka en 1987. Se définissant lui-même comme étant d'extrême droite, et prônant la suprématie des intérêts de la population autochtone, il fonde le parti Soqosoqo ni Vakavulewa ni Taukei (« Parti politique autochtone »), dominant au cours des années 1990.
Après le rétablissement de la démocratie et l'échec d'un nouveau coup d'État en l'an 2000, les partisans de la suprématie politique des autochtones fondent l'Alliance conservatrice. Celle-ci se fond par la suite dans le Parti des Fidji unies, parti de la droite nationaliste autochtone au pouvoir de 2001 à 2006.

## Vidéographie
- Europe
  - AFP, Politique : L'extrême droite en Europe, 7 mai 2012, 2 min. voir en ligne.
  - Alexandre Spalaikovitch, Laurent Delhomme, Nouveau look, nouveaux dangers : le retour des extrémistes en Europe. France, Angleterre, Hongrie, Allemagne : plongée dans cette Europe identitaire, aux multiples visages., Yemaya Production, M6, Enquête exclusive, 15 janvier 2012, 78 min. lire en ligne et voir en ligne.
- France
  - Caroline Fourest, Les Enragés de l'identité, documentaire, France 5, 2012, 51 min, lire en ligne et voir en ligne.
  - Yves Claude, Skinheads à la droite de l'extrème, 10 septembre 2012, Canal+, Spécial investigation, 52 min, droite lire en ligne et voir en ligne.
- Belgique
  - Liste de films et fictions réalisée par Jeunes de la Confédération des syndicats chrétiens.
- Russie
  - AFP, « L'extrême droite dans les rues de Moscou », 4 novembre 2010, 2 min. voir en ligne.

### Amérique latine
- « Amérique latine : l'état militaire à l'épreuve des transitions. », Revue internationale de politique comparée 1/2008 (Vol. 15), p. 151-162
- Patrick Guillaudat et Pierre Mouterde, Les Mouvements sociaux au Chili de 1973 à 1993, Paris, L'Harmattan, 1995, 304 p. (ISBN 2-7384-3214-X, lire en ligne)
- Collectif Cortázar, Muchnik, Silva Castro, Chili, le dossier noir, Paris, Gallimard, 1999, 362 p. (ISBN 978-2-07-075575-2 et 2-07-075575-4)

### Europe
- Jean-Yves Camus et Nicolas Lebourg, Les Droites extrêmes en Europe, Seuil, 2015,  (ISBN 9782021090864).
- Dominique Reynié, Populismes : la pente fatale, Plon, 2011,  (ISBN 9782259208901).
- Richard Thurlow, Fascism in Britain. From Oswald Mosley’s Blackshirts to the National Front, Londres, I. B. Tauris, 1998.
- Philippe Vervaecke, À droite de la droite : Droites radicales en France et en Grande-Bretagne au XXe siècle, Presses universitaires du Septentrion, 2012.